# Вяртсиля
Вя́ртсиля (фин. и карел. Värtsilä) — посёлок городского типа в составе Сортавальского района Республики Карелии, административный центр и единственный населённый пункт Вяртсильского городского поселения.

## География
Посёлок расположен на реке Юуванйоки, в 5 км от границы с Финляндией, в 65 км от Сортавалы.
Железнодорожная станция и крупный контрольно-пропускной пункт «Вяртсиля-Ниирала» на российско-финляндской границе (пропускает около 1 млн человек ежегодно).

### Климат
Климат в посёлке мягкий: лето умеренно тёплое (средняя температура летних месяцев — +13°), зима умеренно мягкая (средняя температура февраля — −8,6°), однако в отдельные годы может фиксироваться температура до +30° летом и до −40° зимой; осадков — до 600 мм в год.
| Среднесуточная температура воздуха в Вяртсиля | Среднесуточная температура воздуха в Вяртсиля | Среднесуточная температура воздуха в Вяртсиля | Среднесуточная температура воздуха в Вяртсиля | Среднесуточная температура воздуха в Вяртсиля | Среднесуточная температура воздуха в Вяртсиля | Среднесуточная температура воздуха в Вяртсиля | Среднесуточная температура воздуха в Вяртсиля | Среднесуточная температура воздуха в Вяртсиля | Среднесуточная температура воздуха в Вяртсиля | Среднесуточная температура воздуха в Вяртсиля | Среднесуточная температура воздуха в Вяртсиля | Среднесуточная температура воздуха в Вяртсиля |
| Янв                                           | Фев                                           | Мар                                           | Апр                                           | Май                                           | Июн                                           | Июл                                           | Авг                                           | Сен                                           | Окт                                           | Ноя                                           | Дек                                           |                                               |
| −7 °C                                         | −6 °C                                         | 0 °C                                          | 7 °C                                          | 16 °C                                         | 18 °C                                         | 23 °C                                         | 19 °C                                         | 13 °C                                         | 6 °C                                          | 1 °C                                          | −5 °C                                         |                                               |
| --------------------------------------------- | --------------------------------------------- | --------------------------------------------- | --------------------------------------------- | --------------------------------------------- | --------------------------------------------- | --------------------------------------------- | --------------------------------------------- | --------------------------------------------- | --------------------------------------------- | --------------------------------------------- | --------------------------------------------- | --------------------------------------------- |

## История

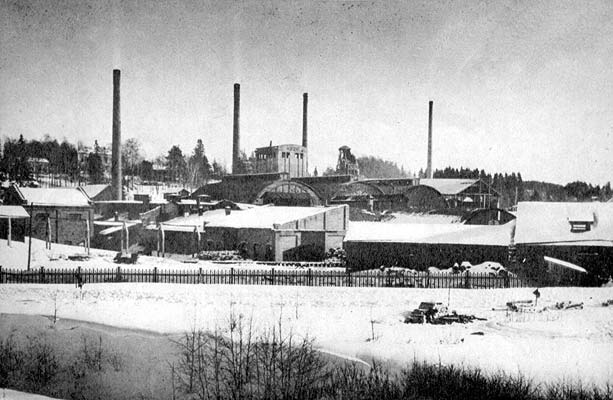
Завод в Вяртсиля. Фотография примерно 1930 года

Древнее поселение существовало в районе нынешнего посёлка ещё в I тысячелетии до нашей эры. Его следы были найдены в 1935 году финским археологом Сакари Пялси.
Вяртсиля впервые упоминается в окладных книгах за 1499—1500 года, селение насчитывало тогда три двора и входило в состав Водской пятины Новгородской земли.

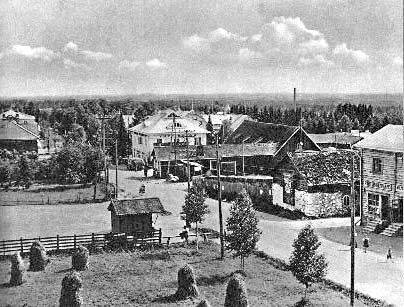

В 1617 году по Столбовскому договору территория, на которой находился Вяртсиля, была передана Россией Швеции.
В дальнейшем посёлок вошёл в состав княжества Финляндского Российской империи. В 1834 году была построена небольшая лесопилка. В 1851 году в Вяртсиля на месте лесопилки был построен металлургический завод для переплавки озёрной и болотной железной руды (работает по сей день, но выплавка чугуна и стали больше не производится). От создания данных предприятий ведёт свою историю финская машиностроительная компания Wärtsilä.
С 1918 года — в составе независимой Финляндии.
В ходе советско-финской войны 1939—1940 годов посёлок сильно пострадал.
Вяртсиля вошёл в состав Карело-Финской ССР СССР по условиям Московского договора 1940 года.
Статус посёлка городского типа — с 1946 года.

## Население
| 1959  | 1970  | 1979  | 1989  | 2002  | 2009  |
| ----- | ----- | ----- | ----- | ----- | ----- |
| 3794  | ↗3860 | ↘2935 | ↘2915 | ↗3230 | ↘3031 |
| 2010  | 2012  | 2013  | 2014  | 2015  | 2016  |
| ↗3080 | ↘3077 | ↘3035 | ↘3013 | ↘2964 | ↗2982 |
| 2017  | 2018  | 2019  | 2020  | 2021  | 2023  |
| ↘2970 | ↘2941 | ↗2974 | ↘2918 | ↘2104 | ↘2086 |

## Экономика
Распоряжением Правительства РФ от 29.07.2014 N 1398-р (ред. от 24.11.2015) «Об утверждении перечня моногородов», включен в список монопрофильных муниципальных образований Российской Федерации, имеющих риски ухудшения социально-экономического положения.
Градообразующее предприятие посёлка — Вяртсильский метизный завод по производству металлических изделий (метизов): проволока, гвозди, металлическая сетка. Также в посёлке расположен деревообрабатывающий завод (лесозавод).
Для туристов работает гостиница и клуб-отель.

## Транспорт
Вяртсиля имеет регулярное автобусное сообщение с Сортавалой и Петрозаводском.
В советское время в посёлке действовало внутреннее автобусное сообщение.
В пяти километрах от посёлка находится железнодорожная станция «Вяртсиля» Октябрьской железной дороги. Станция открыта только для грузовой работы. Пассажирского железнодорожного сообщения с Вяртсиля нет с 1939 года.
28 декабря 2012 года состоялась первая пробная поездка по международному железнодорожному маршруту «Петрозаводск — Сортавала — Йоэнсуу». Поезд следует через пограничный пункт Вяртсиля, который однако пока не готов к приёму поездов: необходимую инфраструктуру ещё предстоит создать.

## Достопримечательности
- Железнодорожный вокзал — памятник архитектуры конца XIX века[28].
- Братская могила 197 советских воинов, погибших в июле 1941 года в ходе оборонительных боёв Советско-финской войны (1941—1944). В 1979 году на могиле был установлен гранитный памятник с барельефным изображением скорбящих женщин[29][30].
- Братские могилы советских военнопленных, расстрелянных финскими оккупантами в 1941—1942 годах. Находятся в 1,5 км от посёлка, на левом берегу реки Юуванйоки. В 1979 году установлена стела из розового приладожского гранита[30].
- Памятный знак, установленный в 1992 году на месте бывшей лютеранской церкви и могил финских солдат, погибших в ходе войн 1918, 1939—1940 и 1941—1944 годов[31].
- Памятник В. И. Ленину у входа на главную проходную «Вяртсильского метизного завода» (скульптор Г. Беляев, установлен в 1957 году)[32].
- Памятник Нильсу Людвигу Арппе, основателю «Вяртсильского метизного завода». Памятник был открыт 23 августа 1936 года и состоял из гранитного постамента и бюста. После войны бюст пропал, а в настоящее время сохранился только гранитный постамент (расположен напротив Администрации поселения)[33].
- Православная церковь Александра Невского[34].

## Известные уроженцы
- Алесь Беляцкий — белорусский правозащитник, лауреат Нобелевской премии мира.

## Улицы Вяртсиля[35]
- Антикайнена ул.
- Больничная ул.
- Дачная ул.
- Дзержинского ул.
- Заводская ул.
- Загородная ул.
- Заречная ул.
- Инженерная ул.
- Комсомольская ул.
- Красноармейская ул.
- Куйбышева ул.
- Ленина ул.
- Лесная ул.
- Луговая ул.
- Металлургов ул.
- Мира ул.
- Набережная ул.
- Новая ул.
- Октябрьская ул.
- Полевая ул.
- Советская ул.
- Ст. Вяртсиля ул.
- Строителей ул.
- Центральная ул.

 и другие

## Фотографии
|  |  |  |